# Лондонска општина Њуам
Лондонска општина Њуам (енгл. London Borough of Newham /ˈnjuːəm/ ( слушај)) је лондонска општина формирана од некадашњих окгруга Есекс, Вест Хем и Ист Хем, припада Источном Лондону.
Смештена је 5 mi (8,0 km) источно од Ситија, а налази се северно од реке Темзе. Њуем је био једна од шест општина које су биле домаћини на Летњим олимпијским играма 2012. године Локалну власт има Веће лондонске општине Њуам, друго најсиромашније у Енглеској, мада постоје и извештаји за које су коришћене другачије методе и које показују другачије резултате.
Мото општине, који се може видети на њеном грбу је „Напредак уз људе“. Грб је уређена верзија претходног грба који је имала окружна општина Вест Хем, и мото представља превод слогана окружне општине Ист Хем на латинском “Progressio cum Populo”.

## Историја
Општина је формирана када су спојене области некадашње окружне општине Ист Хема у Есексу и окружне општине Вест Хема као општине новоформираног Ширег Лондона, 1. априла 1965. године. На местима где се налазе Грин стрит и Баундари роуд некада је била граница између ове две општине. Северни Вулич такође је постао део општине (претходно је био у саставу метрополитанске општине Вулич, у округу Лондона) заједно са малом облашћу западно од реке Родинг који је претходно био у саставу варошке општине Баркинг. Њуам је осмишљен као потпуно ново име за општину.

## Демографија
Њуам има свеукупно најмлађе становништво и једна је од општина са најмање белих Британаца у земљи према попису становништва 2011. Општина је друга по проценту муслиманског становништва, како у овој општини муслимани чине 32% становништва.